# Hirsutodynomene vespertilio
Hirsutodynomene vespertilio is een krabbensoort uit de familie van de Dynomenidae. De wetenschappelijke naam van de soort is voor het eerst geldig gepubliceerd in 2005 door Mclay & Ng.